# Retersbeek (rivier)

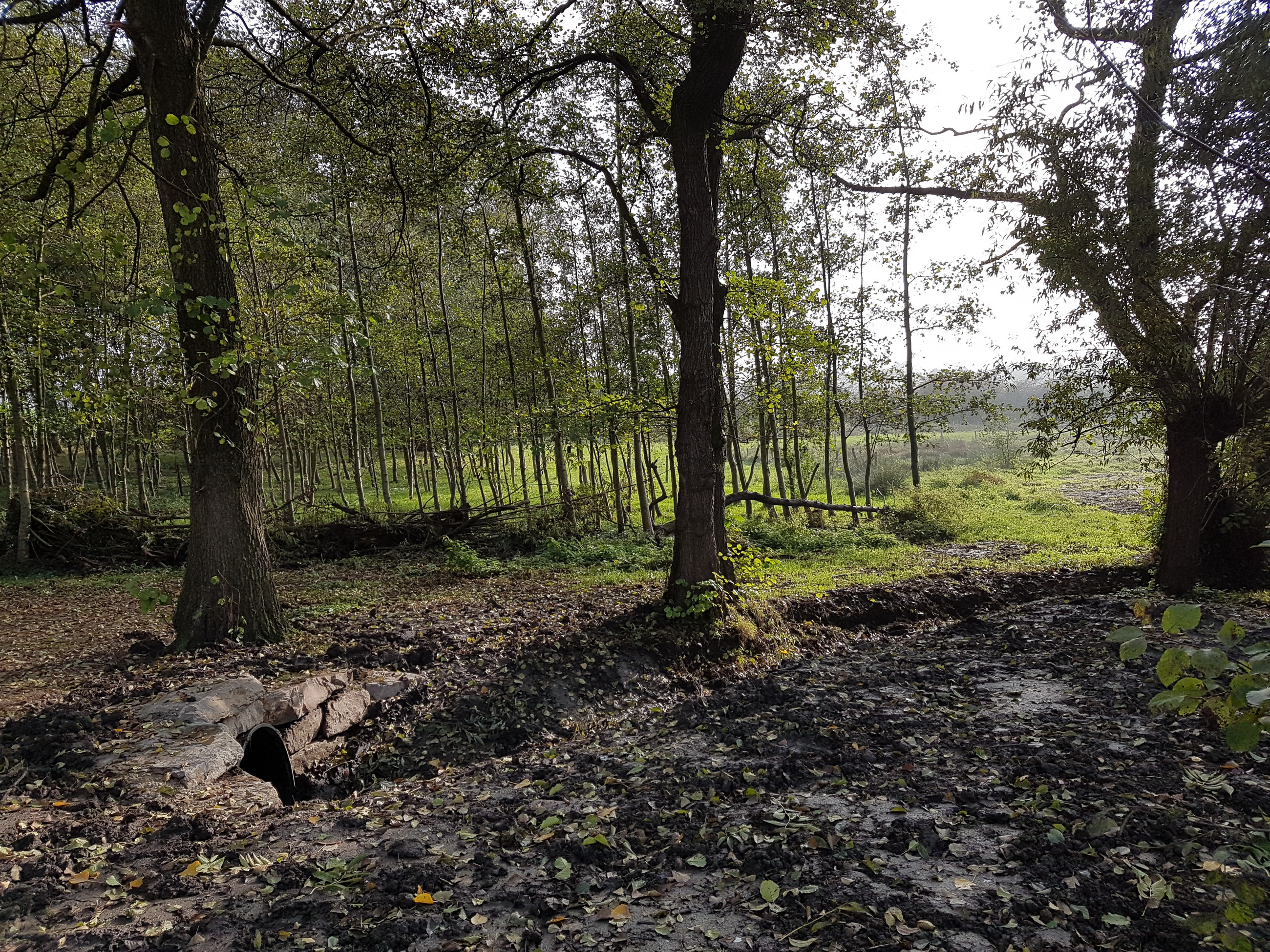
Duiker in de Retersbeek

De Retersbeek (Limburgs: Riëtersjbaek) is een zijbeek van de Geleenbeek, die het Zuid-Limburgse heuvelland doorstroomt van zuid naar noord. De beek is gelegen op de linkeroever van de Geleenbeek en ontspringt bij het dorp Klimmen (Limburgs: Klömme) nabij de autoweg Heerlen-Maastricht. De beek stroomt achtereenvolgens langs de hoven Huiskenshof en Nieuwhof en loopt vervolgens langs de buurtschap Retersbeek. Voordat de beek in de Geleenbeek uitmondt passeert deze nog het kasteel Rivieren, waar de grachten van het kasteel worden gevoed.
De beek ligt samen met de bovenloop van de Geleenbeek en diens zijbeken in het Bekken van Heerlen.